# 194 (číslo)
Sto devadesát čtyři je přirozené číslo, které následuje po čísle sto devadesát tři a předchází číslu sto devadesát pět. Římskými číslicemi se zapisuje CXCIV a řeckými číslicemi ρϟδ.

## Matematika
194 je:
- Poloprvočíslo
- Deficientní číslo
- Nešťastné číslo
- Nepříznivé číslo
- Součet dvou druhých mocnin: 132 + 52
- Nejmenší číslo, které lze zapsat jako součet tří druhých mocnin pěti způsoby

## Chemie
- 194 je nukleonové číslo druhého nejběžnějšího izotopu platiny[1]

## Astronomie
- (194) Prokne je planetka hlavního pásu, kterou objevil v roce 1879 Christian Heinrich Friedrich Peters

## Doprava
- Silnice II/194 je česká silnice II. třídy vedoucí na trase Chyše – Bošov – Valeč – Podbořanský Rohozec[2]

## Roky
- 194
- 194 př. n. l.